# Juan Paulo Molina
Juan Paulo Molina Contreras (San Fernando, 5 de noviembre de 1967) es un político y empresario chileno.

## Vida
Su padre fue el exintendente y alcalde Juan José Molina Arriagada y su madre Luz Eugenia Contreras Fuenzalida. Cursó sus primeros estudios en el Instituto San Fernando de los Hermanos Maristas. Luego ingresó a la Universidad Tecnológica Metropolitana (UTEM), donde estudió contabilidad.

### Matrimonio e hijos
Se casó el 3 de noviembre de 2007 en Chimbarongo, con Jacqueline Pamela Uriarte Poupin, con quien tiene hijos.

## Vida pública
Durante el gobierno del presidente Ricardo Lagos Escobar fue gobernador de la provincia de Colchagua (2002-2004) y posteriormente alcalde de la ciudad de San Fernando entre 2004 y 2012. Posteriormente, postuló al cargo como candidato a Consejero Regional de O'Higgins, representando a la provincia de Colchagua, sin resultar elegido.

## Historia electoral

### Elecciones municipales de 2004
- Elecciones a Alcalde de 2004, para San Fernando[2]

| Candidato                   | Pacto                                      | Partido       | Votos  | Porcentaje % | Resultado |
| --------------------------- | ------------------------------------------ | ------------- | ------ | ------------ | --------- |
| José Figueroa Jorquera      | Juntos Podemos Más                         | PC            | 6.756  | 22,68        |           |
| Aquiles Cornejo Cornejo     | Alianza                                    | RN            | 7.566  | 25,40        |           |
| Juan Paulo Molina Contreras | Concertación de Partidos por la Democracia | PDC           | 12.477 | 41,88        | Alcalde   |
| Gabriel Bilbao Salinas      | Independiente                              | Independiente | 2.611  | 8,76         |           |
| Samuel Ortiz Yáñez          | Independiente                              | Independiente | 382    | 1,28         |           |

### Elecciones municipales de 2008
- Elecciones a Alcalde de 2008, para San Fernando[3]

| Candidato                   | Pacto                    | Partido       | Votos  | Porcentaje % | Resultado |
| --------------------------- | ------------------------ | ------------- | ------ | ------------ | --------- |
| Juan Paulo Molina Contreras | Concertación Democrática | PDC           | 18.549 | 63,18        | Alcalde   |
| Pablo Silva Pérez           | Alianza                  | RN            | 8.898  | 30,31%       |           |
| María José Díaz Becerra     | Independiente            | Independiente | 1.911  | 6,51         |           |

### Elecciones municipales de 2012
- Elecciones municipales de 2012, para San Fernando[4]

| Candidato                   | Pacto                    | Partido | Votos | Porcentaje % | Resultado |
| --------------------------- | ------------------------ | ------- | ----- | ------------ | --------- |
| Héctor Pérez Bahamondes     | El Cambio por Ti         | ILC     | 638   | 2.49%        |           |
| Juan Paulo Molina Contreras | Concertación Democrática | PDC     | 7.803 | 30.46%       |           |
| Gustavo Valderrama Calvo    | Coalición                | UDI     | 7.607 | 29.69%       |           |
| Luis Berwart Araya          | Independiente            | Ind.    | 9.086 | 35.47%       | Alcalde   |
| Justino Vásquez González    | Independiente            | Ind.    | 484   | 1.89%        |           |

### Elecciones Consejeros Regionales de 2017
- Elecciones de Consejeros Regionales de 2017, para la Circunscripción Provincial de Colchagua[5]

(Se agregan los candidatos más relevantes)
| Candidato                       | Pacto                           | Partido | Votos  | %     | Resultado |
| ------------------------------- | ------------------------------- | ------- | ------ | ----- | --------- |
| Juan Carlos Abusleme Abusleme   | Chile Vamos                     | UDI     | 6.219  | 7,97  |           |
| Luis Silva Sánchez              | Chile Vamos                     | IND.    | 6.734  | 8,63  | Consejero |
| Sandro Andrés Medina Herrera    |                                 | IND.    | 1.425  | 1,83  |           |
| Carla Morales Maldonado         | Chile Vamos                     | RN      | 14.281 | 18,31 | Consejera |
| Javier Benito Canales Oyarzun   | Chile Vamos                     | RN      | 2.236  | 2,87  |           |
| Gerardo Contreras Jorquera      | Chile Vamos                     | RN      | 3.457  | 4,43  | Consejero |
| Natalia Carolina Tobar Morales  |                                 | IND.    | 3.999  | 5,13  |           |
| Cristina Marchant Salinas       | Coalición Regionalista Verde    | FRVS    | 6.773  | 8,68  |           |
| Mario Orlando González Maturana | Unidos por la Descentralización | PSCH    | 6.444  | 8,26  |           |
| Pablo Larenas Caro              | Unidos por la Descentralización | DC      | 6.031  | 7,73  | Consejero |
| Juan Paulo Molina Contreras     | Unidos por la Descentralización | DC      | 2.913  | 3,73  |           |